# NGC 6399
NGC 6399 est une vaste et lointaine galaxie lenticulaire située dans la constellation du Dragon. Sa vitesse par rapport au fond diffus cosmologique est de 10 711 ± 5 km/s, ce qui correspond à une distance de Hubble de 158 ± 11 Mpc (∼515 millions d'al). NGC 6399 a été découverte par l'astronome américain Lewis Swift en 1885.